# جرج کیو (بازیکن فوتبال)
جرج کیو (انگلیسی: George Cave؛ 1874 – ۱۹۰۴ (۲۹−۳۰ سال)) بازیکن فوتبال بود.
از باشگاه‌هایی که در آن بازی کرده‌است می‌توان به باشگاه فوتبال وست برومویچ آلبیون اشاره کرد.